# South Australian National Football League
South Australian National Football League  o SANFL è l'organismo di governo del football australiano in Australia Meridionale; è anche la lega di tale sport nello stato.
Nata come South Australian Football Association il 30 aprile 1877, la SANFL è non solo la più vecchia lega di football australiano ancora in vita in Australia, ma una delle più vecchie competizioni sportive del mondo, formanta appena alcuni anni dopo la United Hospitals Challenge Cup (1874), la più vecchia competizione di rugby concorrenza e oltre una decade prima della Football League inglese. Inoltre la medaglia Magarey, premio per il più corretto e migliore in campo assegnato al termine della stagione regolare di SANFL è il più vecchio premio individuale assegnato nel football australiano.
 La SANFL possiede lo stadio Football Park (anche conosciuto come AAMI Stadium per via dello sponsor), che è il più grande stadio in Australia del Sud. La lega ha un bacino d'utenza totale, compresi televisione e radio, di oltre 1.5 milioni ed ha la più alta presenza di spettatori per una lega regionale di tutto football australiano con una media di oltre 3.000 spettatori a gara. La lega ha registrato un aumento del 6.8% di spettatori nel 2008.
 Il campionato consiste in un'unica divisione di 9 squadre, la stagione è basata intorno ad una stagione regolare di 23 settimane home and away che si protrae da aprile a settembre. Le prime cinque classificate  giocano una serie di play off che culminano nella finale che assegna il Thomas Seymour Hill Premiership Trophy. La finale si tiene sempre al Football Park in ottobre, generalmente la settimana dopo la finale del campionato nazionale, la AFL. 
Nonostante la lega nazionale AFL spinga per rinominare la SANFL come già effettuato per altre leghe regionali e per esercitare un maggior controllo sulla gestione, la SANFL mantiene la propria identità e storia.

## Squadre

### Squadre attuali
Nonostante alcune squadre abbiano lo stesso soprannome e a volte gli stessi colori di alcune squadre di VFL/AFL, non vi è alcun legame tra esse. Per esempio i Woodville-West Torrens Eagles (Aquile) sono stati fondati 90 anni prima della fondazione delle West Coast Eagles
| Colori Sociali      | Club                   | Soprannome   | Campo di Gioco                            | Membro dal | Campionati vinti |
| ------------------- | ---------------------- | ------------ | ----------------------------------------- | ---------- | ---------------- |
| rosso, bianco e blu | Central District       | Bulldogs     | Hamra Homes Oval                          | 1964       | 7                |
| nero e giallo       | Glenelg                | Tigers       | Glenelg Oval (Challenge Recruitment Oval) | 1921       | 4                |
| rosso e bianco      | North Adelaide         | Roosters     | Prospect Oval                             | 1893       | 13               |
| blu                 | Norwood                | Redlegs      | Norwood Oval (Coopers Stadium)            | 1878       | 27               |
| bianco e nero       | Port Magpies           | Magpies      | Alberton Oval                             | 1997       | 2                |
| blu e bianco        | South Adelaide         | Panthers     | Noarlunga Oval (Alan Hickinbotham Oval)   | 1877       | 11               |
| azzurro e blu       | Sturt                  | Double Blues | Unley Oval (House Brothers Oval)          | 1901       | 13               |
| rosso e nero        | West Adelaide          | Bloods       | Richmond Oval (City Mazda Stadium)        | 1897       | 8                |
| verde, blu e giallo | Woodville-West Torrens | Eagles       | Woodville Oval                            | 1991       | 2                |

### Squadre del passato
- Adelaide: fondato nel 1860, dismesso nel 1873: rifondato nel 1876, unitosi con Kensington nel 1881; dismesso in 1882; rifondato e unitosi con North Park nel 1885
- Bankers: fondato nel 1877, dismesso lo stesso anno dopo nessuna vittoria
- Kensington: fondato negli anni 1870, nella SAFA nel 1877, unitosi ad Adelaide nel 1881
- South Park: fondato nel 1877, dismesso nel 1884
- Victorian: fondato nel 1877, divenuto North Adelaide nel 1883, dismesso nel 1884
- Willunga: fondato nel 1874, nella SAFA dal 1877 al 1885
- Woodville: fondato nel 1868, nella SAFA nel 1877
- Kapunda: fondato nel 1866
- Gawler: fondato nel 1868, nella SAFA dal 1887 al 1890, dismesso nel 1894
- West Torrens Eagles (1897 - 1990) poi Woodville-West Torrens
- Woodville Warriors (1964 – 1990) poi Woodville-West Torrens